# Ormianie w Indiach
Ormianie w Indiach – ormiańska mniejszość narodowa żyjąca na terenie Indii.

## Historia
Społeczność ormiańska żyła na terenie współczesnych Indii już w V wieku p.n.e. Część dokumentów z VII wieku wskazuje na obecność Ormian na Wybrzeżu Malabarskim, a w XVI wieku mniejszość ta zamieszkiwała także m.in. Agrę, Bombaj, Ćennaj, Kalkutę i Surat. O obecności Ormian w tym ostatnim mieście świadczą XVI– i XVII–wieczne nagrobki, jednak społeczność ormiańska zaczęła się tam osiedlać już w XIV wieku. Wybudowano także kościoły ormiańskie m.in. w Ćennaju i w Kalkucie.
Społeczność ormiańska trudniła się przede wszystkim handlem, pod koniec XVIII wieku na terenie Indii działalność rozpoczęła ormiańskojęzyczna prasa. Według danych z 2011 roku w Indiach mieszkało mniej niż 200 przedstawicieli tejże narodowości.